# Clayton-le-Woods
Clayton-le-Woods är en ort och civil parish i Storbritannien.   Den ligger i grevskapet Lancashire och riksdelen England, i den centrala delen av landet, 290 km nordväst om huvudstaden London. Clayton-le-Woods ligger 63 meter över havet och antalet invånare är 14 528.
Terrängen runt Clayton-le-Woods är platt åt nordväst, men åt sydost är den kuperad. Runt Clayton-le-Woods är det tätbefolkat, med 493 invånare per kvadratkilometer. Närmaste större samhälle är Preston, 7,7 km norr om Clayton-le-Woods. Trakten runt Clayton-le-Woods består i huvudsak av gräsmarker.